# Спортивна олімпіада в Києві (1913)
Всеросійська Перша спортивная Київська олімпіада (1913) проходила з 20 до 28 серпня 1913 року.

Гавань київського яхт-клубу

## Підготовка олімпійських ігор

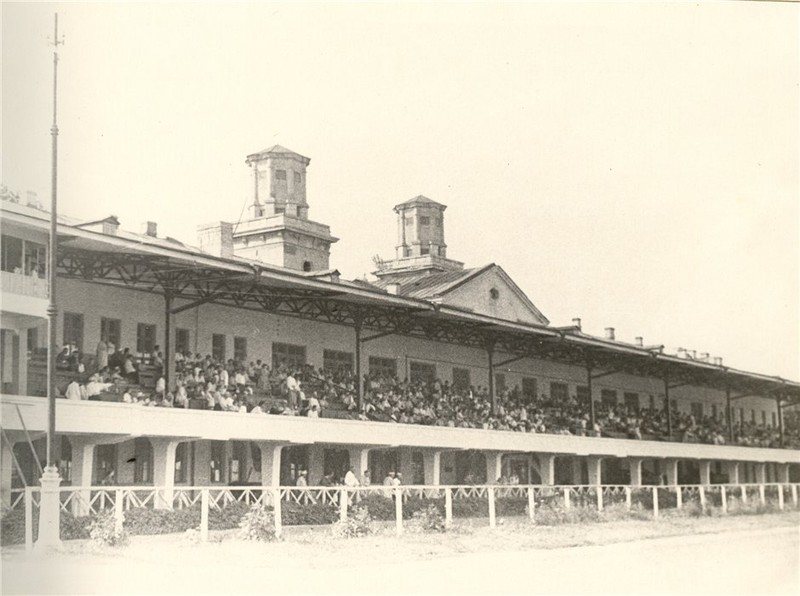
Київський іподром

Для відродження олімпійського руху 23 червня 1894 року було створено міжнародний олімпійський комітет. До нього входили представники 12 країн: Англії, Аргентини, Бельгії, Угорщини, Греції, Італії, Нової Зеландії, Російська імперія, США, Франції, Чехії та Швеції. Російську імперію в першому Олімпійському комітеті представляв українець, генерал Олексій Бутовський. 
Для гідного представлення олімпійців на міжнародних олімпійських змаганнях  планували провести Першу Всеросійську олімпіаду в Москві та Петербурзі, однак за браком коштів ці міста не змогли стати Всеросійськими олімпійськими містами, тому Олімпіаду вирішили провести в Києві. Хоча Київ теж не міг похвалитися наявністю коштів, але брати Терещенки власним бюджетом зробили все, щоб уславити Україну. Отож Перша Всеросійська олімпіада відбулася в Києві влітку 1913 року. 
До останнього дня велися роботи на Спортивному полі в районі Лук'янівки. Особлива увага приділялася спорудженню ложі для високих гостей. Її встановили на узвишші. Крім центральної, було споруджено ложі для глядачів вартістю по 10 карбованців. Місця для сидіння оцінювалися залежно від близькості до центральної ложі — від 5 карбованців до 75 копійок за місце. Передбачалася плата і за право стояти на спеціально відведених місцях — півкарбованця з кожного стоячого глядача. В'їзд і вхід на Спортивне поле влаштували по двох вулицях — Дикій і Монастирській. Учасників було понад шістсот. Їм було надано казарми у садибі пана Ясногурського навпроти стадіону за глибоким яром, через який було споруджено місток.

## Спортивні бази Києва
- Київський яхт-клуб;
- Київський іподром;
- Стрільбище;
- Стадіон (спортивне поле на Лук'янівці, в тупику Дикої вулиці (нинішньої Студентської).

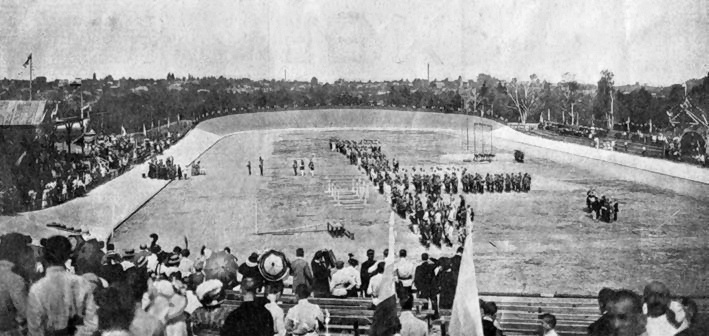
Спортивне поле

## Програма київської олімпіади
На стадіоні планувалися змагання атлетів, борців, гімнастів і футболістів, а турніри з плавання, стрибків у воду, веслування і вітрильного спорту — на території яхт-клубу на Трухановом острові, де спеціально побудували 28-метрову вежу для стрибків. Змаганя з кінного спорту відбувалися на Печерському іподромі (на вулиці Суворова), стрільці змагалися на військовому стрільбищі в районі Сирця. Фехтувальникам виділили спортивно-розважальний манеж на нинішній вулиці Городецького. Понад програму були намічені змагання з тенісу, для них готували корти на території виставки, де нині Національний спортивний комплекс «Олімпійський». Хоча Олімпіаду протегували Російський олімпійський комітет і кузен Миколи II великий князь Дмитро Павлович, вирішувати практичні проблеми доводилося київському оргкомітету, до складу якого входили здебільшого лікарі та військові.

## Відкриття олімпійських ігор
Відкриття Олімпіади відбулося 20 серпня 1913 року. Ложа на стадіоні коштувала 10 рублів, квиток на трибуну — від 75 копійок до п'яти рублів, а стояче місце можна було отримати за 50 копійок. З нагоди відкриття звільнили від занять гімназистів, яких безкоштовно пускали на перегляд змагань. Стадіоном урочистим маршем пройшли члени Олімпійського комітету, судді та самі учасники кількістю 639 осіб.
На відкритті були присутні двоюрідний брат імператора Миколи ІІ великий князь Романов Дмитро Павлович, відповідальний за фізичний розвиток населення Російської імперії генерал-майор Володимир Воєйков, голова Російського олімпійського комітету В'ячеслав Срезневський, почесний попечитель Олімпійського комітету генерал-ад'ютант Федір Трепов, командувач Київським військовим округом генерал Микола Іванов, голова Олімпійського комітету доктор Олександр Анохін і багато інших сановних громадян, які розмістилися в ошатній центральній ложі Спортивного поля. Після урочистого молебню за здоров'я Імператора Миколи ІІ його двоюрідний брат великий князь Романов Дмитро Павлович оголосив Першу Всеімперську олімпіаду відкритою.

## Перебіг змагань

### Футбол
Змагання з футболу відбуавлися з 26 до 28 серпня на стадіоні «Спортивне поле» (Лук'янівка). Серед учасників було зареєстровано 62 футболісти. Участь взяли 4 київські команди "Політехніки", "Славія", " Спорт", "любителі спорту". Перемогла команда "Політехніки".

### Плавання
Плавці, стрибуни, веслувальники і яхтсмени змагалися на Матвіївській затоці. Плавці демонстрували вправність у шести видах плавання: на грудях; на грудях звичайне; на грудях гоночне; на боці; треджен (вільний стиль, що нагадує за технікою кроль); кроль американський і австрійський.

### Теніс і стрільба
Турнір лаун-тенісистів із 20 до 28 серпня проводився на території нинішнього Центру виставок і ярмарків. Військове стрільбище на Сирці і стенд Імператорського товариства правильного полювання були надані стрільцям.

### Веломотогонки
Особливе місце в програмі олімпіади приділялося веломотоциклетному пробігу, старт якого був намічений на 23 серпня о 3-й годині ранку з сьомої версти Чернігівського шосе. У контрольному автомобілі перебував «суддя, член спортивного комітету, медик і водій». 20 серпня всі мотористи мали представити мотори для визначення сили (допускалися двигуни, які не перевищують потужність у п'ять кінських сил) і накладання пломби. Для перевірки моторів учасникам треба було з'явитися о 7-й годині ранку на вулицю Велику Васильківську в будинок № 80. Всі учасники, що записалися на старт, зі своєю опломбованою технікою зібралися на сьомій версті Чернігівського шосе о пів на третю ранку. Велосипедисти стартували по чотири людини що три хвилини, мотористи — за жеребом — по одному кожні п'ять хвилин. У Янівці — на шляху до Чернігова — кожен учасник мав власноручно розписатися в контрольному листі, щоб підтвердити проходження траси повністю. Статут змагання передбачав встановлення у двох місцях на трасі негласного контролю. У протоколах Київської олімпіади зафіксовано, що з п'ятнадцяти велосипедистів, які стартували, до фінішу добралися лише шість, і першим серед них представник Риги А. Аун. До стадіону доїхали і промчали двадцять фінішних кіл семеро з вісімнадцяти мотоциклістів, і першим мотоциклетним чемпіоном став пан Крешев-Толоконов із Москви. Утім, за кількістю втрат їх випередили учасники мотогонки «Чернігів-Київ»: з 18 гонщиків благополучно фінішували всього семеро. Дорогою мотористи (так називалися у той час мотоциклісти) раз у раз потрапляли в неприємні ситуації. Гонщик Тевс вже на під'їзді до Києва наскочив на корову, що переходила дорогу.
Інший гонщик, поручик Голуб'ятников, потрапив у аварію перед самим фінішем. Благополучно прибувши на стадіон, спортсмен повинен був, згідно з програмою, зробити ще 25 кругів перед публікою. Але в цей час полем намотував круги інший моторист, який на одному з віражів зачепив мотоцикл Голуб'ятникова. Гонщик, вилетівши з сідла, отримав численні травми.

### Легка атлетика

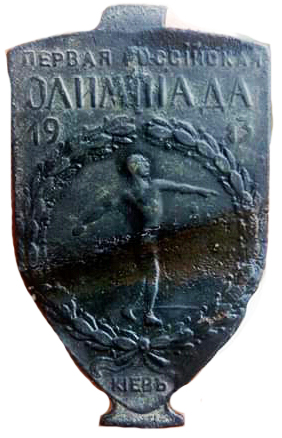
Пам'ятний знак Олімпіади «Легка атлетика»

Біг з перешкодами

Позмагатися за першість в перетягуванні каната прибули силачі з Московської ліги легкої атлетики і команда богатирів із Петербурга. Проте внаслідок порушень в оформленні документів цих спортсменів не допустили до поєдинку. У результаті без особливих зусиль за 16,6 сек. перемогу здобули представники київського гуртка «Спорт», які здолали іншу київську команду.
Найшвидшим бігуном на стометрівці став Архипов із Москви з результатом 11,4 сек. Срібну медаль здобув киянин Орлов. У бігу на 110 м з бар'єрами переміг із новим всеімперським рекордом (16,8 сек) представник команди Петербурга Г. Гантварг. Він же був найкращим у стрибках у довжину з місця (297 см) і у висоту з місця (145 см). В стрибках у висоту з розбігу першим був Романов (175 см), у довжину — киянин Вешке (624 см). З жердиною на 340 см стрибнув москвич Бааш.

### Марафонський забіг
Центральною подією Олімпіади став марафонський забіг. Напередодні бігунів автомобілями доставили до місця старту — на 38-му версту Житомирського шосе, за село Гуровщина, де вони провели ніч… на сіннику, оскільки організатори забули поклопотатися про нічліг. Ніч видалася прохолодною, так що одягнені в легкі спортивні костюми учасники забігу, до того ще й знервовані, до ранку цокотіли зубами, та так і не поснули. А під час старту трапився ще один конфуз: судді забули револьвер, тому стартовий сигнал — постріл — довелося замінити… плесканням у долоні.
Шлях марафонцям до фінішу на спортивному полі, по Житомирському і Кадетському шосе прокладали верхові солдати, проганяючи з дороги перехожих і транспорт. Уздовж шосе були встановлені медичні та харчувальні пункти, де бігуни освіжалися лимонадом, холодним чаєм та підкріплювалися шоколадом і апельсинами. Супроводжували спортсменів автомобілі, в яких їхали члени Олімпійського комітету і контролери-спостерігачі. Машини спричиняли бігунам додаткові незручності, обдаючи пилом і кіптявою.
До участі у марафоні медична комісія допустила п'ятнадцять чоловіків. Уздовж траси були поставлені пункти з водою для пиття й обливання, столики із закусками, щоб марафонці могли підкріплюватися на довгому шляху. Особливо активні глядачі намагалися переслідувати бігунів на велосипедах чи просто бігом, але всю дистанцію змогли подолати одиниці. Довго лідирував киянин Алексєєнко, проте вже на території міста його ноги зсудомило, він упав і не зміг продовжити біг.
На заваді марафонцям стала і сама дорога. Час проведення Олімпіади збігся з реконструкцією Житомирського шосе: щебінь і пісок, потрапляючи у взуття, до крові розтирали спортсменам ноги. З цієї причини з 15 марафонців до фінішу прийшли тільки 11. Переможцем забігу став петербуржець Максимов, що подолав дистанцію за 3 години і 3 хвилини. Під туш оркестру і бурхливі овації глядачів марафонця за давньою традицією увінчали лавровим вінком.

### Жіночі змагання
У Київській олімпіаді вперше взяли участь жінки-спортсменки. У легкоатлетичному манежі спортивного поля своїми досягненнями виділялися Н. Попова й А. Раткова. Під бурхливі оплески трибун пані Попова була першою в бігу на 60 м (9,1 сек.), на 100 м (13,1) і в стрибках у висоту (122 см). Раткова з результатом 117 см була другою. У довжину з місця Раткова стрибнула на 199 см, але в додатковій спробі Пановій вдалося показати найкращий результат — 203 см.

## Олімпійські досягнення
Легка атлетика — Чоловіки.
- Біг 100 м. В. Архипов (Москва) — 11,4.
- Біг 200 м. В. Архипов (Москва) — 23,6.
- Біг 400 м. Фукс (Київ) — 53,1.
- Біг 1500 м. Фукс — 4.27,5.
- Біг 10 000 м. Н. Владимиров (Петербург) — 37.21,9.
- Марафон. Максимов (Петербург) — 3:03.00.
- Естафета 4×100 м. «Спорт» (Київ) — 46,2.
- Стрибок у довжину з розбігу. Гантварг (Петербург) — 6,18.
- Стрибок у довжину з місця. Гантварг — 2,97.
- Стрибок у висоту з розбігу. В. Романов (Петербург) — 1,75.
- Стрибок у висоту з місця. Гантварг — 1,45.
- Стрибок з жердиною. У. Бааш (Москва) — 3,40.
- Потрійний стрибок. В. Романов (Петербург) — 12,90.
- Метання списа. Аутіо (Петербург) — 48,48.
- Метання диска. Сукатнек (Віндава) — 36,22.
- Метання молота. А. Чистяков (Москва) — 34,23.
- Штовхання ядра. Смутний (Київ) — 11,87.

Легка атлетика — Жінки.
- 100 м. Н. Попова (Київ) — 13,1.
- 4×100 м. «Спорт» (Київ) — 1.04,0.
- Стрибки в довжину з розбігу. Попова — 4,12.
- Стрибки в довжину з місця. Раткова (Київ) — 1,99.
- Стрибки у висоту з місця. Попова — 1,22.
- Штовхання ядра. Раткова — 4,75.

Плавання
- 100 м вільним стилем. Н. Колпаков (Петербург) — 1.23,2.
- 100 м на спині. А. Хамеляйнен (Петербург) — 1.51,5.
- 200 м брасом. П. Пряселкін (Петербург) — 3.44,0.
- 400 м вільним стилем. П. Авксентьєв (Петербург) — 7,23,8.
- 1500 м вільним стилем. Авксентьєв — 29,13,2.

Важка атлетика
Легка вага (до 67,5 кг)
- Ривок однією рукою. Петро Херудзинський (Петербург) — 66.
- Поштовх однією рукою. Херудзинський — 72. РРІ.
- Ривок двома руками. Херудзинський — 80. РРІ.
- Жим двома руками. Олександр Красовський (Чернігів) — 76.
- Поштовх двома руками. Херудзинський — 115,6.
- Сумма п'ятиборства. Херудзинський — 405,6.

Середня вага (до 82,5 кг)
- Ривок однією рукою. А. Седат (Рига) — 72.
- Поштовх однією рукою. К. Сіркен (Петербург) — 72.
- Ривок двома руками. Седат — 84.
- Жим двома руками. Седат — 76.
- Поштовх двома руками. Седат — 116.
- Сумма п'ятиборства. Седат — 418.

Важка вага (понад 82,5 кг)
- Ривок однією рукою. Яніс Краузе (Рига) — 92.
- Поштовх однією рукою. Краузе — 80.
- Ривок двома руками. Краузе — 100.
- Жим двома руками. Краузе — 92.
- Поштовх двома руками. Краузе– 128.
- Сумма п'ятиборства. Краузе — 492.[3]

Вшановували учасників олімпіади 24 серпня: найвищий приз турніру — срібний кубок від Його Імператорської Величності — отримав санкт-петербурзький гурток аматорів спорту за найбільшу суму очок у всіх видах змагань. А київський гурток нагородили відразу кількома почесними призами, встановленими меценатами, — за найбільше число перемог у всіх видах спорту. Після київської було вирішено проводити Всеімперські олімпіади щорічно. Наступні змагання відбулися в Ризі, а третій Олімпіаді, що намічалася в Петербурзі на 1915 рік, перешкодила Перша світова війна.
27 серпня 1913 в небі над Сирецьким повітроплавальним клубом Петро Нестеров вперше у світі здійснив фігуру вищого пілотажу, що увійшла в історію під назвою «мертва петля» або петля Нестерова. За місяць до цього він організував груповий політ трьох військових літаків за далеким, як на той час, маршрутом Київ-Ніжин-Київ, який відзняли на кіноплівку.

## Висвітлювання подій
Журнал «Красота и сила» був офіційним інформаційним партнером олімпіади.